# Кандело
Кандѐло (на италиански: Candelo; на пиемонтски: Candèj, Кандей) е градче и община в Северна Италия, провинция Биела, регион Пиемонт. Разположено е на 340 m надморска височина. Населението на общината е 8058 души (към 2010 г.).